# Poecilochroa haplostyla
Poecilochroa haplostyla är en spindelart som beskrevs av Simon 1907. Poecilochroa haplostyla ingår i släktet Poecilochroa och familjen plattbuksspindlar.
Artens utbredningsområde är Principe. Inga underarter finns listade i Catalogue of Life.